# Књажевац
Књажевац (до 1859. године Гургусовац) је градско насеље у Србији и седиште истоимене општине у Зајечарском округу. Према попису из 2022. било је 16.350 становника. Налази се у долини реке Тимок.
У римско доба био је познат под именом Timacum Minus. Касније је носио име Гургусовац. Данашње име је добио 1859. по кнезу Милошу Обреновићу. Овде се налазе Техничка школа (Књажевац), Народна библиотека Његош и Црква Светог Ђорђа у Књажевцу. Туристичка знаменитост и препознатљиви мотив града је Стара чаршија, старо градско језгро на десној обали Сврљишког Тимока.

## Историја
Древне цивилизације које су боравиле на тим просторима су били Трачани и Дачани. За време Римљана град се звао Timacum Minus.

### Турско време
За време Турака град се звао Гургусовац. Град је доживео страдања у Првом турско-српском рату 1876, када су га Турци освојили и порушили.

### Други балкански рат
Књажевац је био једини српски град којег су накратко освојили Бугари у другом балканском рату. Шест бугарских пукова напало је један српски пук (Први српски пук), који је био трећег позива (старци и деца). Бугари су ушли у град 24. јуна 1913. али су се повукли два дана касније - 26. јуна 1913. Кад је ослободила град, српска војска била је очевидац прича страшних злочина Бугара. Старе људе и дечаке који су чували стоку нашли су поклане, силоване су биле чак и младе девојке и прилетне старице. Град су Бугари разрушили и опљачкали.
Пруга нормалног колосека Ниш–Књажевац је у саобраћају од 15. августа 1922. Рударска школа је отворена 1931. Народни дом у Књажевцу је освећен пред крај 1935.

## Знамените личности
- Аца Станојевић, истакнут политичар Народне радикалне странке.
- Драгомир Раденковић, бригадни генерал Југословенске војске.
- Владимир Станковић, познати новинар.
- Мирослав Милисављевић, српски и југословенски генерал.
- Тихомир Ђорђевић, етнолог, фолклориста и културни историчар, професор београдског универзитета.
- Живојин Станковић, пилот Краљевине Србије. Припадао је првој групи од шест пилота који су се школовали у Француској 1912. године.
- Стеван Јаковљевић, професор Универзитета у Београду и ректор од 1945. до 1950, биолог, књижевник и редовни члан Српске академије наука и уметности.
- Неда Арнерић, позната српска и југословенска филмска и позоришна глумица. Народна посланица у првом сазиву Народне скупштине Републике Србије (2000—2004).
- Стојан Богдановић, факултетски професор у пензији (доктор математичких наука) писац и математичар. Основну школу и гимназију завршио је у Књажевцу, касније се школовао у Београду, Паризу и Новом Саду. Објавио је велики број научних радова а као писац више од двадесет књига поезије, прича и есеја. Био је председник СО Књажевац и поред тога дао велики допринос многим културним институцијама и догађајима у Књажевцу. Почасни је грађанин Књажевца од 2006. године.[6]
- Милош Милојевић, фудбалски тренер
- Градимир Миловановић српски математичар, редовни члан САНУ професор универзитета у пензији. Завршио основну школу у Зоруновцу а гимназију у Књажевцу. Био професор и декан на Електронском факултету у Нишу и ректор Универзитета у Нишу.

## Саобраћај
Књажевац је са другим градовима повезан друмским и железничким саобраћајем. Удаљеност од других градова:
- Београд 254
- Зајечар 40
- Ниш 60
- Прахово - Дунав 103
- Сокобања 41
- Пирот 64
- Софија 147

## Демографија
Према последњем попису из 2022. године у Књажевцу је живело 16.350 становника што је за 2.052 мање у односу на 2011. када је на попису било 18.404 становника. У насељу живи 13.789 пунолетних становника, а просечна старост становништва износи 46,20 година (44,71 код мушкараца и 47,58 код жена).
У насељу по попису из 2022. има 7.752 стана од којих је 6.276 насељених.
Ово насеље је великим делом насељено Србима (према попису из 2002. године), а у последња три пописа, примећен је пад у броју становника.
|             | \| Демографија[8] \| Демографија[8] \| Демографија[8] \| \| Година \| Становника \| Становника \| \| -------------- \| -------------- \| -------------- \| \| 1948. \| 4.862 \| \| \| 1953. \| 5.906 \| \| \| 1961. \| 7.448 \| \| \| 1971. \| 11.249 \| \| \| 1981. \| 16.665 \| \| \| 1991. \| 19.705 \| 19.523 \| \| 2002. \| 19.351 \| 19.941 \| \| 2011. \| 18.404 \| \| \| 2022. \| 16.350 \| \| |            |
| Демографија | |            |
| Година      | Становника | Становника |
| 1948.       | 4.862 |            |
| 1953.       | 5.906 |            |
| 1961.       | 7.448 |            |
| 1971.       | 11.249 |            |
| 1981.       | 16.665 |            |
| 1991.       | 19.705 | 19.523     |
| 2002.       | 19.351 | 19.941     |
| 2011.       | 18.404 |            |
| 2022.       | 16.350 |            |

| Етнички састав према попису из 2002.‍ | Етнички састав према попису из 2002.‍ | Етнички састав према попису из 2002.‍ | Етнички састав према попису из 2002.‍ | Етнички састав према попису из 2002.‍ |
| ------------------------------------ | ------------------------------------ | ------------------------------------ | ------------------------------------ | ------------------------------------ |
|                                      |                                      |                                      |                                      |                                      |
| Срби                                 | Срби                                 |                                      | 18.477                               | 95,48%                               |
| Роми                                 | Роми                                 |                                      | 299                                  | 1,54%                                |
| Македонци                            | Македонци                            |                                      | 43                                   | 0,22%                                |
| Југословени                          | Југословени                          |                                      | 40                                   | 0,20%                                |
| Црногорци                            | Црногорци                            |                                      | 38                                   | 0,19%                                |
| Хрвати                               | Хрвати                               |                                      | 27                                   | 0,13%                                |
| Албанци                              | Албанци                              |                                      | 23                                   | 0,11%                                |
| Бугари                               | Бугари                               |                                      | 17                                   | 0,08%                                |
| Словенци                             | Словенци                             |                                      | 8                                    | 0,04%                                |
| Мађари                               | Мађари                               |                                      | 7                                    | 0,03%                                |
| Муслимани                            | Муслимани                            |                                      | 5                                    | 0,02%                                |
| Немци                                | Немци                                |                                      | 3                                    | 0,01%                                |
| Руси                                 | Руси                                 |                                      | 2                                    | 0,01%                                |
| Власи                                | Власи                                |                                      | 2                                    | 0,01%                                |
| Чеси                                 | Чеси                                 |                                      | 1                                    | 0,00%                                |
| Украјинци                            | Украјинци                            |                                      | 1                                    | 0,00%                                |
| Румуни                               | Румуни                               |                                      | 1                                    | 0,00%                                |
| непознато                            | непознато                            |                                      | 76                                   | 0,39%                                |

| Година пописа     | 1948. | 1953. | 1961. | 1971. | 1981. | 1991. | 2002. |
| ----------------- | ----- | ----- | ----- | ----- | ----- | ----- | ----- |
| Број домаћинстава | 1.667 | 1.901 | 2.353 | 3.650 | 5.179 | 5.854 | 6.268 |

| Број чланова      | 1     | 2     | 3     | 4     | 5   | 6   | 7  | 8  | 9 | 10 и више | Просек |
| ----------------- | ----- | ----- | ----- | ----- | --- | --- | -- | -- | - | --------- | ------ |
| Број домаћинстава | 1.024 | 1.447 | 1.435 | 1.409 | 579 | 265 | 75 | 23 | 8 | 3         | 3,06   |

| Пол    | Укупно | Неожењен/Неудата | Ожењен/Удата | Удовац/Удовица | Разведен/Разведена | Непознато |
| ------ | ------ | ---------------- | ------------ | -------------- | ------------------ | --------- |
| Мушки  | 8.031  | 2.145            | 5.249        | 359            | 267                | 11        |
| Женски | 8.600  | 1.498            | 5.306        | 1.256          | 534                | 6         |
| УКУПНО | 16.631 | 3.643            | 10.555       | 1.615          | 801                | 17        |

| Пол    | Укупно                    | Пољопривреда, лов и шумарство | Рибарство                            | Вађење руде и камена | Прерађивачка индустрија       |
| ------ | ------------------------- | ----------------------------- | ------------------------------------ | -------------------- | ----------------------------- |
| Мушки  | 3.779                     | 178                           | 0                                    | 88                   | 1.686                         |
| Женски | 3.317                     | 49                            | 0                                    | 6                    | 1.577                         |
| УКУПНО | 7.096                     | 227                           | 0                                    | 94                   | 3.263                         |
| Пол    | Производња и снабдевање   | Грађевинарство                | Трговина                             | Хотели и ресторани   | Саобраћај, складиштење и везе |
| Мушки  | 62                        | 256                           | 346                                  | 93                   | 168                           |
| Женски | 17                        | 72                            | 438                                  | 70                   | 39                            |
| УКУПНО | 79                        | 328                           | 784                                  | 163                  | 207                           |
| Пол    | Финансијско посредовање   | Некретнине                    | Државна управа и одбрана             | Образовање           | Здравствени и социјални рад   |
| Мушки  | 31                        | 41                            | 284                                  | 130                  | 136                           |
| Женски | 61                        | 40                            | 122                                  | 213                  | 409                           |
| УКУПНО | 92                        | 81                            | 406                                  | 343                  | 545                           |
| Пол    | Остале услужне активности | Приватна домаћинства          | Екстериторијалне организације и тела | Непознато            | Непознато                     |
| Мушки  | 97                        | 0                             | 0                                    | 183                  | 183                           |
| Женски | 59                        | 0                             | 2                                    | 143                  | 143                           |
| УКУПНО | 156                       | 0                             | 2                                    | 326                  | 326                           |

## Спорт
- ФК Тимочанин, фудбалски клуб основан 1921. године.

## Занимљивости
Године 1910. године, путујући на исток, Књажевац је посетио чувени швајцарски архитекта и урбаниста Ле Корбизје. Инспирисан сликовитошћу улица и архитектуром града, направио је цртеж Књажевца који се чува у Народном музеју у Београду.
Године 1969. режисер Живојин Павловић је у Књажевцу снимио свој чувени филм „Заседа” у коме су, поред познатих глумаца Милене Дравић, Ивице Видовића и Слободана Алигрудића, учествовали и многи становници Књажевца. Неке од сцена филма снимане су у Старој чаршији.

## Легенда о настанку имена Књажевац
Легенде о настанку имена Књажевца и данас су део усмене традиције у Зајечарском округу. Свакодневно су присутне у говору народа општине Књажевац и шире. Представља вид обичајне и друштвене праксе и комуникације.О пореклу некадашњег назива Књажевца (Гургусовац), постоји неколико легенди:
Једно предање везује назив места за Гргура, најстаријег сина деспота Ђурђа Бранковића који је највероватније подигао цркву Свете Тројице у Горњој Каменици.
Према другом, насеље је добило име по гукању дивљих голубова гриваша - гургусана, који су настањивали околину. Такође, постоји предање о светој Ђурђевој води близу Милетине цркве под Тресибабом, а по турском називу (Гјургу - Ђорђе и су - вода), место је наводно добило назив.
Садашње име – Књажевац – град је добио јануара 1859. приликом рушења злогласне Гургусовачке куле, која је у време династије Карађорђевића служила као тамница. Име је промењено у Књажевац у част Књазу Милошу који је наредио да се кула сруши. У народу је остала прича да је Милош плакао на гробу свог побратима који је умро у овој кули, а потом, са терасе свог конака на брду гледао како се вије дим из ове тамнице.

## Галерија
- Зграда СО Књажевац
- Вештачка брана-водопад
- Водоскок
- Део Спомен парка
- Мост
- Зграда суда
- Хотел Тимок
- Каналисан Сврљишки Тимок
- Књажевачка гимназија
- Водоторањ на железничкој станици
- Драгоманова кућа
- Црква Светог Ђорђа
- Дом културе Књажевац
- Завичајни музеј Књажевац
- Кућа Аце Станојевића
- Стара чаршија
- Стара чаршија
- Зграда на почетку Старе чаршије
- Сквер
- Камени мост